# Korman Stadium
Das Korman Stadium in Port Vila ist das Nationalstadion von Vanuatu. Das Stadion bietet Platz für bis zu 6500 Zuschauer. Das Korman Stadium ist die Spielstätte der Vanuatuischen Fußballnationalmannschaft. Benannt wurde die Anlage nach Maxime Carlot Korman, der von 1991 bis 1995 und 1996 Premierminister von Vanuatu war.